# Władysław Orłowski (lekarz)

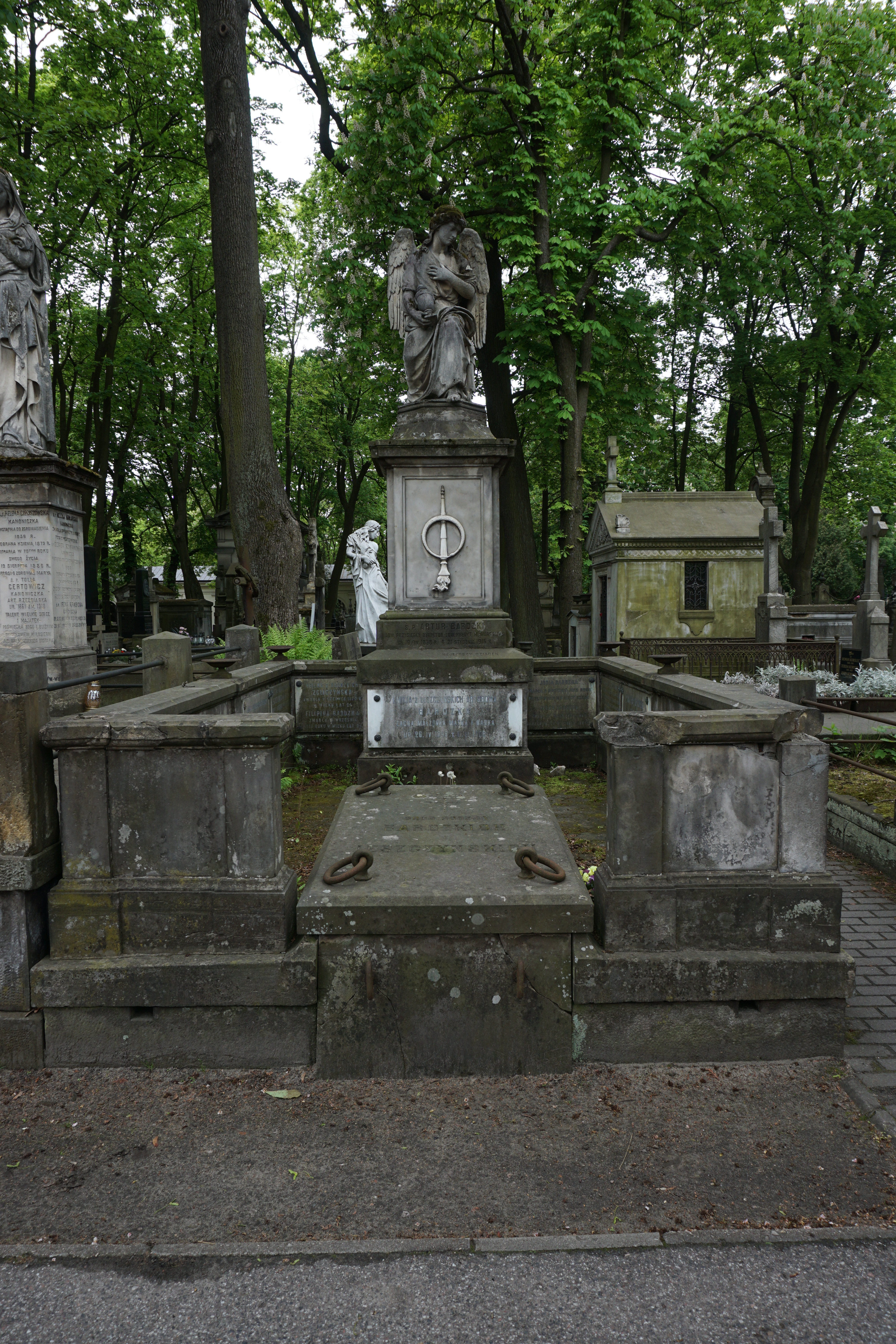
Grób Władysława Orłowskiego na cmentarzu Powązkowskim

Władysław Orłowski (ur. 15 sierpnia 1835, zm. 16 lutego 1889) – polski lekarz, chirurg, starszy ordynator Szpitala Dzieciątka Jezus w Warszawie. Autor wielu rozpraw specjalistycznych.

## Życiorys
Pochodził z Podlasia. Ukończył gimnazjum w Siedlcach, studiował medycynę na Uniwersytecie w Charkowie. Brał udział jako lekarz w wojnie krymskiej. W 1860 objął stanowisko ordynatora Szpitala Ujazdowskiego w Warszawie. Po demobilizacji w 1862 objął obowiązki pomocnika prosektora przy katedrze anatomii opisowej warszawskiej Akademii Medyko-Chirurgicznej, kierowanej przez Ludwika Hirszfelda. W 1869 w Szkole Głównej Warszawskiej uzyskał doktorat medycyny na podstawie pracy O zwężeniach cewki moczowej u mężczyzn.
W latach 1869–1872 pracował jako prosektor przy katedrze anatomii patologicznej Włodzimierza Ludomira Brodowskiego. Jednocześnie od 1864 był ordynatorem, a potem starszym ordynatorem w oddziale chorób zewnętrznych Szpitala Dzieciątka Jezus, a od 1876 konsultantem w oddziale chirurgicznym Szpitala Przemienienia Pańskiego na Pradze; te stanowiska zajmował aż do śmierci. Był członkiem czynnym Towarzystwa Lekarskiego Warszawskiego, potem trzykrotnie wybierano go jego prezesem w latach 1882, 1883 i 1884.
Zmarł na skutek przewlekłej gruźlicy płuc. Pochowany został na cmentarzu Powązkowskim (kwatera 19-4-1).

## Dorobek naukowy i osiągnięcia
Ogłosił ok. 80 publikacji, były to liczne okresowe sprawozdania i spostrzeżenia z oddziału chirurgicznego, prace z dziedziny urologii, ginekologii,
chirurgii jamy brzusznej, ortopedii, chirurgii szczękowej oraz chirurgii plastycznej. Pierwszy na ziemiach polskich dokonał wycięcia nerki z powodu nowotworu, kruszył kamienie moczowe, operował niedrożności jelit, torbiele jajników. Na swoim oddziale wprowadził zasady antyseptyczne
Josepha Listera i propagował je szeroko, podejmując walkę z powikłaniami pooperacyjnymi, głównie tężcem, zgorzelą gazową.